# Bacanius perreti
Bacanius perreti är en skalbaggsart som beskrevs av Yves Gomy 1981. Bacanius perreti ingår i släktet Bacanius och familjen stumpbaggar. Inga underarter finns listade i Catalogue of Life.